# Abbos Otaxonov
Abbos Adhamjon o'g'li Otaxonov (* 25. August 1995 in Jalaquduq) ist ein usbekischer Fußballspieler.

## Karriere

### Verein
Abbos Otaxonov erlernte das Fußballspielen in der Jugend von Paxtakor Taschkent. Hier stand er auch von 2015 bis 2016 unter Vertrag. Der Verein aus Taschkent spielte in der ersten Liga des Landes. 2015 kam er nicht zum Einsatz. 2016 bestritt er acht Erstligaspiele. Im Januar 2017 wechselte er nach Namangan zum Ligakonkurrenten Navbahor Namangan. Hier bestritt er 15 Ligaspiele. Nach einer Spielzeit wechselte er am 7. Februar 2018 zum Ligakonkurrenten Metallurg Bekobod nach Bekobod. Von Metallurg wurde er 2021 an den Erstligisten AGMK ausgeliehen. 2023 spielte er ebenfalls auf Leihbasis beim Erstligisten FK Buxoro. Nach insgesamt 95 Ligaspielen für Metallurg zog es ihn im Juli 2024 nach Thailand. Hier unterschrieb er einen Vertrag beim Erstligisten Muangthong United. Am 24. Mai 2025 stand er mit Muangthong im Finale des FA Cups, das man mit 3:2 gegen den Meister Buriram United verlor.

### Nationalmannschaft
Abbos Otaxonov spielte von 2017 bis 2018 zwanzigmal in der usbekischen U23-Nationalmannschaft. Dabei nahm er an der Asienmeisterschaft 2018 in China teil und wurde dort auf dem Weg zum Titel in fünf der sechs Spiele eingesetzt. Später im selben Jahr gehörte er zum Kader beim Fußballturnier der Asienspiele 2018 und stand dort in allen fünf Spielen der Mannschaft auf dem Platz.
Sein Debüt in der A-Nationalmannschaft gab er am 19. Mai 2018 in einem Freundschaftsspiel gegen den Iran. Bei der 1:0-Niederlage im Azadi-Stadion in Teheran stand er in der Startelf und spielte die kompletten 90 Minuten. Bisher bestritt er zwei Länderspiele.

## Erfolge
Paxtakor Taschkent
- Usbekischer Meister: 2015

Muangthong United
- Thailändischer Pokalfinalist: 2024/25